# Communauté de communes du Sud Avesnois
La communauté de communes du Sud-Avesnois  est une communauté de communes française, située dans le département du Nord et la région Hauts-de-France, arrondissement d'Avesnes-sur-Helpe.

## Historique
Un mouvement de regroupement des intercommunalités du Nord a été envisagé par les services de l'état en 2012/2013, qui prévoyait la fusion des communautés de communes Guide du pays de Trélon, Action Fourmies et environs et du Cœur de l'Avesnois. Si le Guide du Pays de Trélon et Action Fourmies étaient disposées à fusionner, la fusion des trois intercommunalités a été rejetée par les trois collectivités et n'a finalement pas été retenue
C'est ainsi que fusionnent  Guide du pays de Trélon et Action Fourmies et environs le 1er janvier 2014, formant la Communauté de communes Sud Avesnois,, qui s'est donnée comme objectif principal de favoriser le développement économique de son territoire,.

## Territoire communautaire

### Géographie
Le territoire de la communauté de communes se situe dans l'arrondissement d'Avesnes-sur-Helpe du département du Nord, à la frontière de la Belgique, et est inclus dans le périmètre du SCOT de Sambre-Avesnois, approuvé en juillet 2017 et dans celui du parc naturel régional de l'Avesnois. Il est situé dans la région transfrontalière de la Fagne.
Sa densité de population est, selon les données du recensement général de la population d'environ 148 hab/km2, bien moindre que celle du département, qui s'établissait à 454 hab/km2 en 2015. Sa population est en décroissance constante depuis 1968.
Les villes et bourgs-centres sont de taille modeste, avec Fourmies (11 528 habitants en 2022, ainsi que Wignehies, Anor ou Trélon, qui accueillent chacune environ 3 000 habitants. Le pôle urbain le plus proche est l’agglomération de Maubeuge, accessible par la RN 42, le Sud Avesnois étant lui-même parcouru de routes départementales, mais peut être considéré comme relativement enclavé.
La forêt et l'agriculture  y tiennent une place prépondérante, avec 8 376 ha utilisés par les activités forestières et 7 867 ha pour l'agriculture en 2009.
L'activité économique du territoire a été autrefois très industrielle (industries minières, textiles et verrières) grâce à ses ressources abondantes en bois et en pierre, mais cette activité est très en déclin. Des carrières de pierre subsistent, comme à Wallers-en-Fagne, et le territoire accueille des écomusées dédiés à Fourmies et Trélon. En effet, le territoire développe de plus en plus des activités touristiques, favorisées par ses espaces agricoles traversés de haies bocagères et  de bois. Les zones humides sont nombreuses. L'agriculture permet la productions locales appréciées, telles que le maroilles ou le cidre.

### Composition

Le territoire communautaire, qui est celui de l'ancien canton de Trélon, dans l'arrondissement d'Avesnes-sur-Helpe. Les 12 communes membres de la communauté de communes du Sud Avesnois.

En 2025, la communauté de communes est composée des 12 communes suivantes :

| Nom               | Code Insee | Gentilé     | Superficie (km2) | Population (dernière pop. légale) | Densité (hab./km2) |
| ----------------- | ---------- | ----------- | ---------------- | --------------------------------- | ------------------ |
| Fourmies (siège)  | 59249      | Fourmisiens | 22,98            | 11 528 (2022)                     | 502                |
| Anor              | 59012      | Anoriens    | 22,24            | 3 152 (2022)                      | 142                |
| Baives            | 59045      | Baivois     | 7,98             | 161 (2022)                        | 20                 |
| Eppe-Sauvage      | 59198      | Eppois      | 16,67            | 229 (2022)                        | 14                 |
| Féron             | 59229      | Féronais    | 13,39            | 509 (2022)                        | 38                 |
| Glageon           | 59261      | Glageonnais | 11,77            | 1 732 (2022)                      | 147                |
| Moustier-en-Fagne | 59420      | Moustériens | 7,13             | 61 (2022)                         | 8,6                |
| Ohain             | 59445      | Ohainais    | 11,88            | 1 185 (2022)                      | 100                |
| Trélon            | 59601      | Trélonais   | 39,15            | 2 642 (2022)                      | 67                 |
| Wallers-en-Fagne  | 59633      | Wallersois  | 7,79             | 274 (2022)                        | 35                 |
| Wignehies         | 59659      | Pïens       | 13,86            | 2 813 (2022)                      | 203                |
| Willies           | 59661      | Williens    | 4,14             | 128 (2022)                        | 31                 |

### Démographie
| 1968   | 1975   | 1982   | 1990   | 1999   | 2010   | 2015   | 2021   |
| ------ | ------ | ------ | ------ | ------ | ------ | ------ | ------ |
| 30 744 | 30 702 | 29 515 | 28 516 | 27 437 | 26 780 | 26 182 | 244/82 |

## Organisation

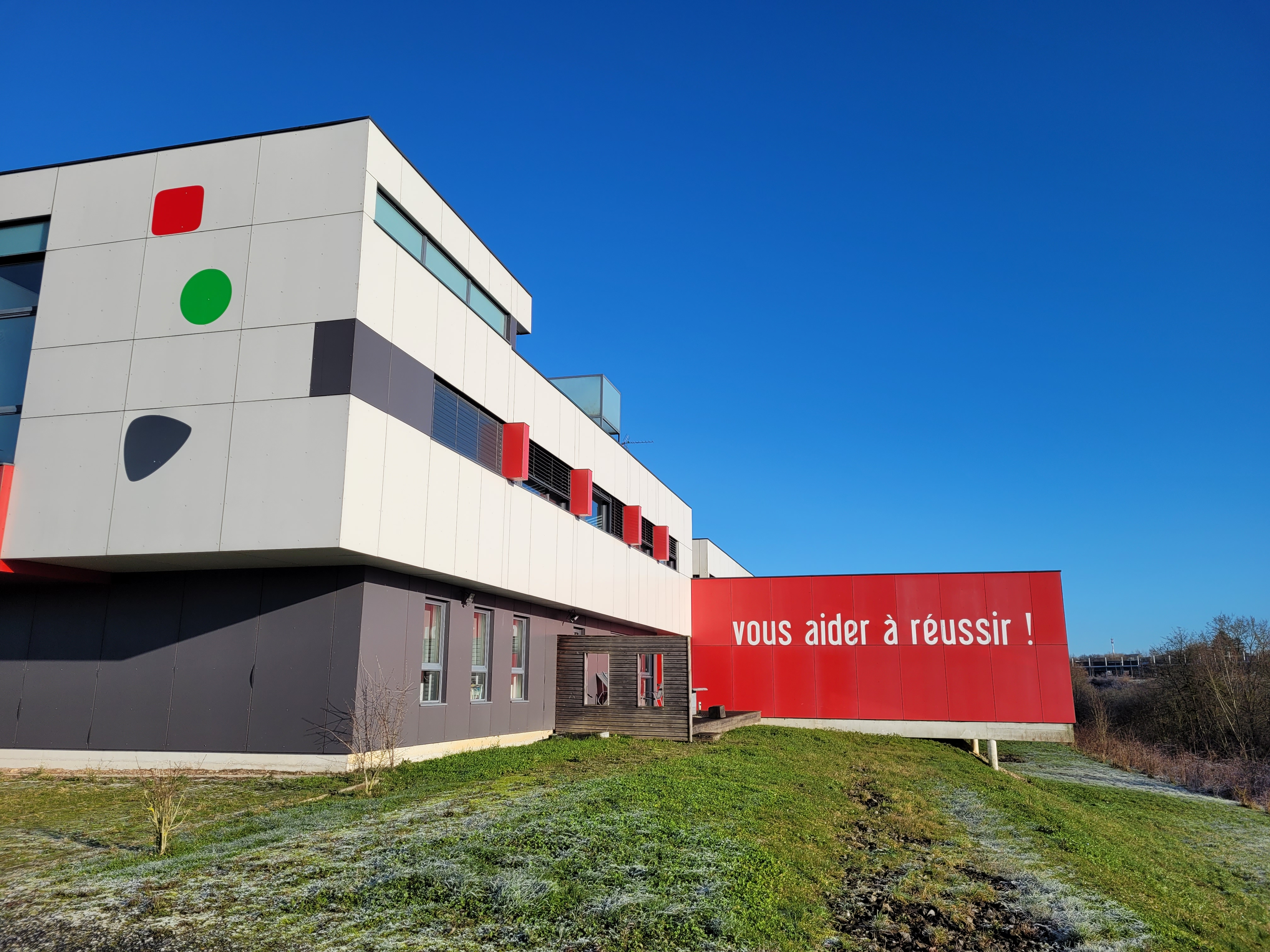
Vu arrière du siège de la communauté de communes à Fourmies.

### Siège
Le siège de la communauté de communes est à Fourmies, 2 Rue du Général Chomel.
Le public est accueilli au Pôle intercommunal de développement économique (PIDE) à Fourmies, qui constitue également une pépinière d'entreprises.

### Élus
La communauté de communes est administrée par un conseil communautaire constitué, pour la mandature 2020-2026, de 45 conseillers représentant chacune des communes membres et répartis en fonction de leur population de la manière suivante :

- 19 délégués pour Fourmies ;

- 5 délégués pour Anor, Trélon, Wignehies ;

- 3 délégués pour  Glageon ;

- 2 délégués pour Ohain ; 

- 1 délégué ou son suppléant pour Baives, Eppe-Sauvage, Féron, Moustier-en-Fagne, Wallers-en-Fagne et Willies.

Au terme des élections municipales de 2020 dans le Nord, le conseil communautaire du 16 juillet 2020 a élu son nouveau président, Mickaël Hiraux, maire de Fourmies, ainsi que ses huit vice-présidents, qui sont : 
1. Jean-Luc Pérat, maire d'Anor, chargé du développement économique, de la  santé  et du réseau de lecture publique ;
2. Aurélie Perot, élue de Glageon[11], conseillère départementale, chargée de la communication, de la transition écologique et numérique, du Programme d'Intérêt Général et de la politique du logement ;
3. Benoît Wascat, maire-adjoint de Fourmies et conseiller régional, chargé des finances, de la mobilité et de la fiscalité ;
4. Thierry Reghem, maire de Trélon, chargé des projets structurants intercommunaux ;
5. Viviane Desmarchelier, maire d'Eppe-Sauvage, chargée du tourisme, de la fibre et de la présidence de l'EPIC
6. Maxence Simpere, premier maire-adjoint de Fourmies, chargé de l'aire d’accueil des gens du voyage, de l'environnement et des déchets ménagers ;
7. Jean-Guy Bertin, maire de Wignehies, chargé des ressources humaines et de l'insertion
8. Sylvain Oxoby, maire d'Ohain, chargé des services techniques, du développement durable, de la préservation de l’environnement, de la pierre bleue, de la filière bois et du PLU intercommunal.

Le 15 novembre 2022, le conseil communautaire vote l'élection d'un neuvième vice-président : Patrick Landa, maire de Willies, vice-président chargé de la ruralité.

### Liste des présidents
| Période      | Période                       | Identité        | Étiquette | Qualité                                                                         |
| ------------ | ----------------------------- | --------------- | --------- | ------------------------------------------------------------------------------- |
| janvier 2014 | avril 2014                    | Jacques Derigny | PCF       | Adjoint au maire de Fourmies Président de l'ex-CC Action Fourmies (2008 → 2013) |
| avril 2014   | juillet 2020                  | Jean-Luc Pérat  | DVG       | Maire d'Anor (2014 → 2020)                                                      |
| juillet 2020 | En cours (au 12 février 2025) | Mickaël Hiraux  | LR        | Maire de Fourmies (2014 → ) Conseiller départemental de Fourmies (2015 → )      |

### Compétences
L'intercommunalité exerce les compétences qui lui ont été transférées par les communes membres, dans les conditions déterminées par le code général des collectivités territoriales. Il s'agit : 
- Aménagement de l'espace : Schéma de cohérence territoriale (SCoT) et autres documents d'urbanisme, zones d'aménagement concerté (ZAC) reconnues d'intérêt communautaires, c'est-à-dire dont au moins 80 % de la surface est à vocation économique, participation financière de la Communauté de Communes aux travaux connexes liés aux opérations de réorganisation foncière

- Développement économique : l'ensemble des zones d'activité [16], la promotion économique du territoire, le maintien des entreprises sur le territoire, le développement des initiatives locales, l’accueil, l’implantation et le développement des entreprises, et toute action participant au développement économique du territoire, le maintien et le développement de l’emploi dans le territoire, la coordination des actions à caractère touristique, offoces du tourisme.

- Protection et mise en valeur de l’environnement :  élimination et valorisation des déchets ménagers et assimilés, actions concourant à la diversification des sources d’énergie telles que notamment les actions favorisant la promotion des énergies renouvelables et l’implantation d’éoliennes.

- Politique du logement et du cadre de vie : politique du logement social, logement des personnes défavorisées. Sont d’intérêt communautaire, les opérations de construction d’au moins 60 logements, par commune, par tranche et par an

- Voirie d'intérêt communautaire, c'est-à-dire les voiries d’accès aux zones d’activités communautaires et les voiries suivantes : accès zone d’activités Trélon / Ohain – accès à la zone commerciale de Glageon – voirie d’accès à la carrière de Wallers en Fagne

- Équipements culturels et sportifs et d’équipement de l’enseignement. Est d’intérêt communautaire : la future piscine intercommunale

- Service départemental d’incendie et de secours (SDIS),
- Aménagement et gestion d’une aire de stationnement pour les gens du voyage,
- Accès au droit des citoyens, participation au fonctionnement et à l’entretien de la Maison de la Justice et du Droit,
- Festivités : acquisition, l’entretien et la mise à disposition de matériel destiné à l’organisation de festivités pour les communes membres,
- Transport des élèves des écoles à la piscine de FOURMIES,
- Traitement des façades,
- Actions et subventions communautaires au titre du développement du territoire cantonal : actions et subventions au titre du développement du territoire cantonal. Au titre des actions financées : organisation du festival du conte, réalisation du calendrier cantonal, création du portail numérique de Fourmies / Trélon. Au titre des subventions : radio locale (ECHO FM), plan local pour l’insertion et l’emploi (PLIE) du Pays de Fourmies / Trélon, mission locale rurale de l’Avesnois, plate forme d’initiative locale, maison de justice et du droit
- Coordination du réseau de lecture publique et organisation du festival cantonal du conte

### Régime fiscal
La communauté de communes est un établissement public de coopération intercommunale à fiscalité propre.
Afin de financer l'exercice de ses compétences, l'intercommunalité perçoit la fiscalité professionnelle unique (FPU) – qui a succédé à la taxe professionnelle unique (TPU) – et assure une péréquation de ressources entre les communes résidentielles et celles dotées de zones d'activité. Elle bénéficie également d'une dotation globale de fonctionnement (DGF) qui s'élève, en 2024, à 1 621 058 €, soit 63,60 € par habitant.
Elle ne verse pas de dotation de solidarité communautaire (DSC) à ses communes membres.

## Projets et réalisations
Conformément aux dispositions légales, une communauté de communes a pour objet d'associer des « communes au sein d'un espace de solidarité, en vue de l'élaboration d'un projet commun de développement et d'aménagement de l'espace ».

### Réalisations
La communauté de communes élabore en 2017/2021 son plan local d'urbanisme intercommunal (PLUI), structuré par quatre axes majeurs : 
- organiser le développement du territoire  dans un espace renouvelé  et transfrontalier ;
- soutenir une activité économique diversifiée et innovante ;
- renouveler l'identité du territoire  autour de ses atouts patrimoniaux ;
- s'engager dans la transition énergétique et écologique.

### Projets
Lors de l'élection du président de la communauté de communes pour le mandat 2014-2020, celui-ci a mentionné les projets de la jeune structure : la création d'un hôtel d’entreprises, de maisons pluridisciplinaires de santé à Trélon et Anor, puis à Fourmies. Sont également mentionnés le projet d'une piscine intercommunale et d'une zone franche urbaine.